# Botkyrka folkhögskola

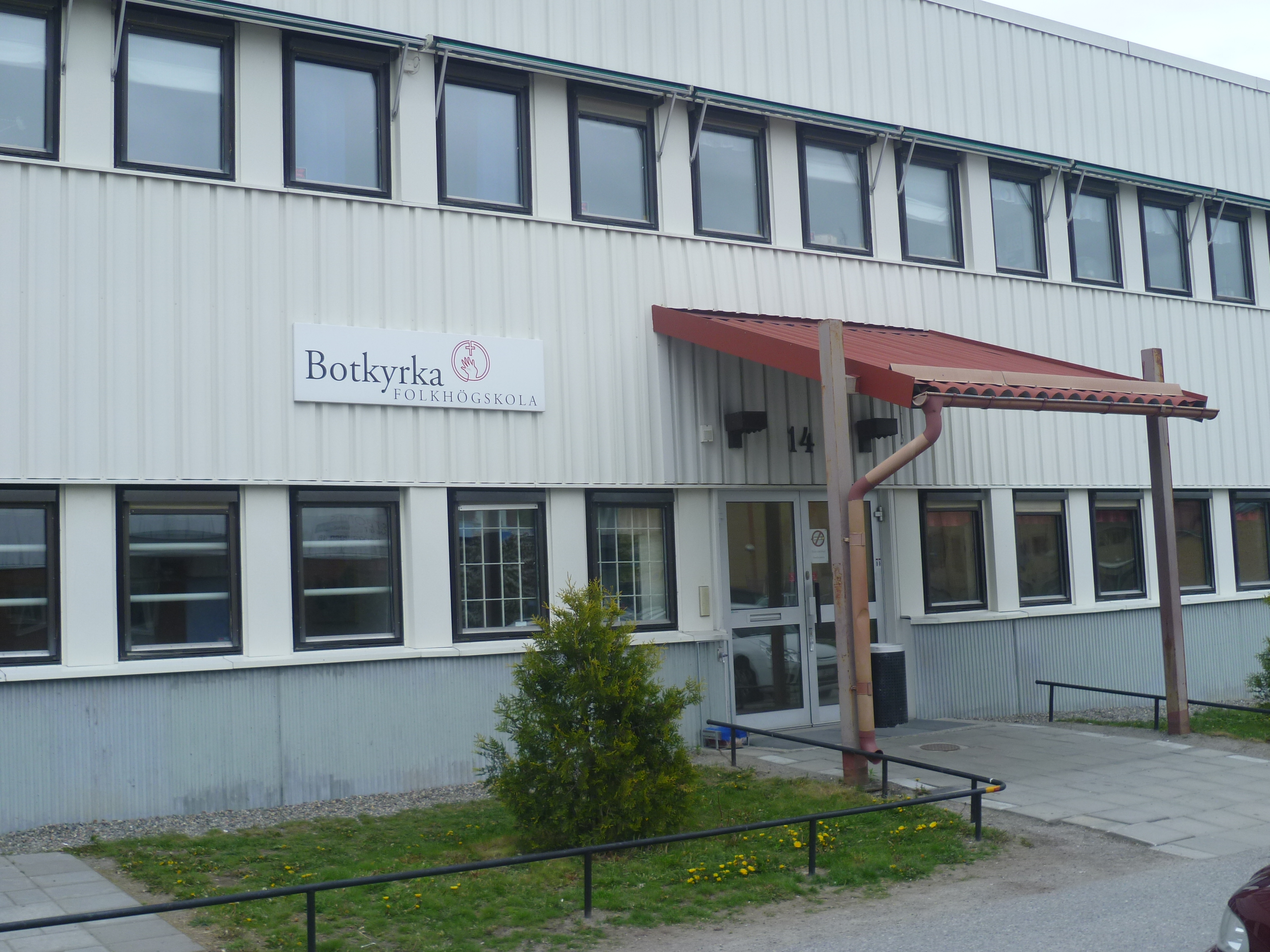
Ingången till Botkyrka folkhögskola

Botkyrka folkhögskola ligger i Hallunda i Botkyrka kommun och startades 1997. Skolan ägs av en skolförening som består av fem kristna församlingar i kommunen. Dessa är S:t Georgis församling, S:ta Marias församling, S:t Petrus och Paulus församling, alla tre Syrisk-ortodoxa, samt Hallundakyrkans församling och Tumba missionsförsamling som tillhör Equmeniakyrkan.
Fastän folkhögskolan ägs av en kristen förening är den öppen för alla oavsett religion eller etnicitet och församlingarnas engagemang i en folkhögskola motiveras med att de vill ta "sitt ansvar för närområdet och att de vill ge människor en möjlighet att växa och utvecklas".
Förutom de allmänna kurserna på grundläggande och gymnasienivå, har skolan 2025 också ett språkspår på tre nivåer: Svenska i fokus 1, 2 och 3. Skolan erbjuder också två eftergymnasiala utbildningar för blivande lärarassistenter och socialpedagoger. Huvudmännen arrangerar även en rad olika kvällskurser.
Skolan har historiskt särskilt attraherat kvinnor som står en bit från arbetsmarknaden med kurser som textilkursen och kvinnokursen vilka fungerat som en språngbräda ut i studie och yrkesliv. Tidigare fanns även en ettårig kurs i ortodox teologi och tradition Sankt Ignatios Andliga Akademi.